# 43305 Camillebibles
43305 Camillebibles este o planetă minoră (asteroid), cu un diametru de 3,881 km, din centura de asteroizi. A fost descoperită pe 7 aprilie 2000 la Stația Anderson Mesa de Lowell Observatory Near-Earth-Object Search. 
Obiectul prezintă o orbită caracterizată de o semiaxă mare de 2,5270735978128 UAi, o excentricitate de 0,24075124424431, o înclinație de 14,205657314164 ° în raport cu ecliptica.